# Epson HX-20
Epson HX–20 – przenośny komputer zasilany bateryjnie ze zintegrowaną klawiaturą, ekranem ciekłokrystalicznym, magnetofonem i drukarką. Stworzony w 1980 roku przez Yukio Yokozawa w firmie Suwa Seikosha należącej do Seiko (obecnie Epson Seiko). 
Zapowiedziany po raz pierwszy w Japonii jako HC–20 pod koniec roku 1981. W USA zaprezentowany na targach COMDEX jako Epson HX–20 w tym samym roku. Trafił do masowej sprzedaży w czerwcu 1982 roku. Uważany za pierwszy prawdziwy laptop. 
W roku 1983 kosztował 795 USD wraz z zasilaczem, sprzedawany również z walizką za 820 USD.

## Specyfikacja
Komputer posiadał 16 KiB podtrzymywanej bateryjnie pamięci RAM rozszerzalnej do 32 KiB przez moduł rozszerzeń. Pamięć ROM standardowo 32 KiB, rozszerzalne wewnętrznie do 40 KiB lub 72 KiB przez moduł rozszerzeń. W pamięci ROM znajdował się interpreter języka BASIC (zmodyfikowany Microsoft BASIC), program monitora oraz procedury do obsługi wyświetlacza, klawiatury, drukarki i urządzeń wejścia/wyjścia.
Wyposażony w dwa procesory Hitachi 6301 (wersja CMOS Motorola 6809) taktowane zegarem 614 kHz. Pierwszy odpowiadał za wykonywanie programu, kontrolę pamięci, klawiatury, wyświetlacza, zegara i czytnika kodów kreskowych. Drugi zajmował się obsługą drukarki, magnetofonu, portów szeregowych używając do tego programu we wbudowanej w procesor pamięci ROM wielkości 4 KiB. .
Zasilany czterema wbudowanymi ogniwami Ni-Cd rozmiaru sub c o pojemności 1100 mA/h, ładowanymi po podłączeniu zasilacza. Umożliwiało to pracę maksymalnie do 40 godzin w zależności od użycia peryferiów..
Ciekawą funkcją była możliwość zapisania programów w pamięci ROM i umieszczenie ich w slotach na płycie głównej. Jeśli komputer wykrył dodatkowe oprogramowanie wyświetlał menu z ich listą. Możliwe było również automatyczne uruchamianie wybranego programu zamiast standardowego BASICa.

### Interfejsy zewnętrzne
Wyposażony w dwa interfejsy szeregowe zgodne z RS-232 o maksymalnej prędkości 4800 bps i 38400 bps. Wolniejszy służył jako port komunikacyjny, szybszy do podłączenia stacji dysków lub interfejsu zewnętrznego do monitora.
Z boku znajdowało się 40 pinowe gniazdo rozszerzeń na którym wyprowadzona była  16 bitowa szyna adresowa i 8 bitowa szyna danych.
Z drugiej strony znajdowały się gniazda do podłączenia zewnętrznego magnetofonu i czytnika kodów kreskowych.

### Wyświetlacz LCD

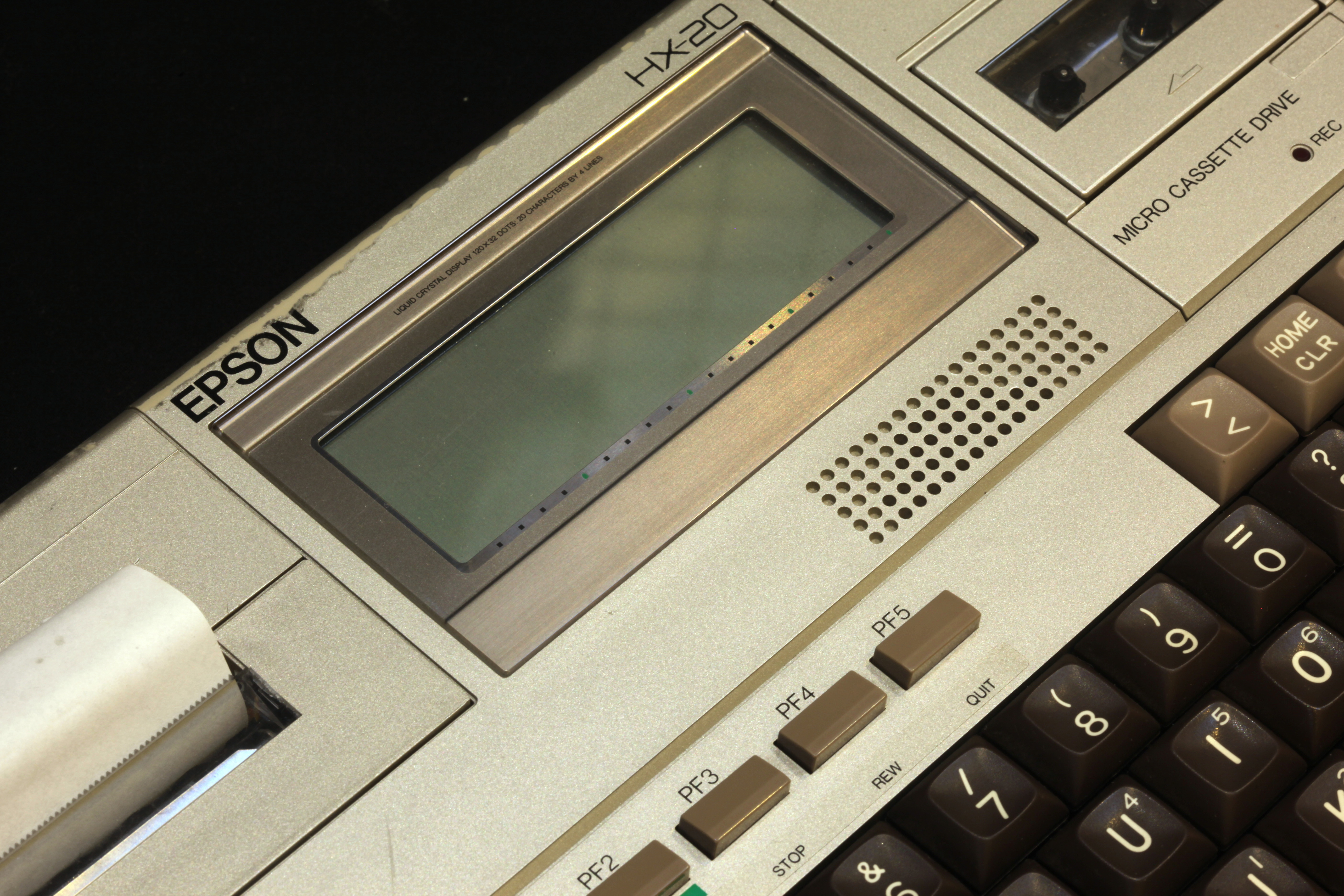
Wbudowany ekran LCD

Wbudowany wyświetlacz LCD mógł pracować w trybie tekstowym oraz graficznym.
W trybie tekstowym mógł wyświetlać 4 linie po 20 znaków, znaki definiowane w matrycy 5×7 pikseli. W trybie graficznym oferował rozdzielczość 120×32 piksele. Możliwe mieszanie grafiki i tekstu.
Z boku obudowy znajdowało się pokrętło do regulacji kontrastu.

### Klawiatura
68 pełnowymiarowych klawiszy, dostępne były różne wersje językowe. Dodatkowo 5 klawiszy funkcyjnych i 5 specjalnych.
Możliwe przełączenie na tryb w którym jest dostępny blok numeryczny kosztem liter.

### Drukarka

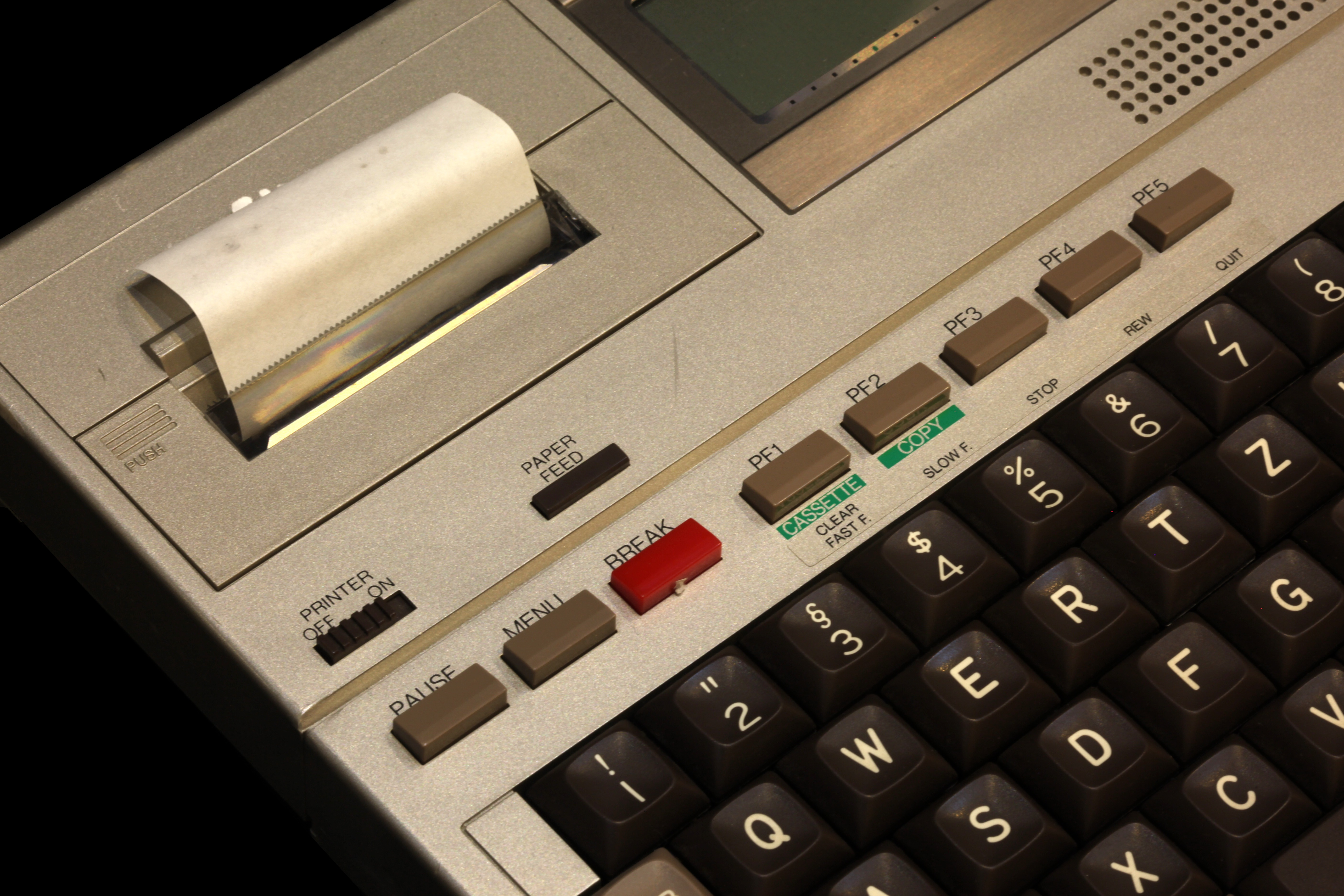
Drukarka i klawisze funkcyjne

Wbudowany moduł drukarki igłowej (wyjmowalny). Umożliwiała druk 24 znaków w linii z szybkością 42 linii na minutę na papierze w rolkach o szerokości 57 mm (2¼"). Możliwy wydruk graficzny.
Taśmy barwiące (Epson ERC-09B) są stale dostępne w sprzedaży, jako że ten sam mechanizm drukujący wykorzystywany jest w kasach fiskalnych.
Klawisze funkcyjne umożliwiają sterowanie wysuwem papieru jak również zrzut ekranu na drukarce. Istnieje również możliwość podpięcia zewnętrznej drukarki.

### Magnetofon
Używa małych kaset magnetofonowych, tzw mikrokaset (ang. microcassette) stosowanych w dyktafonach. Mechanizm jest w pełni automatyczny, start i przewijanie sterowane programowo. Brak fizycznych klawiszy do obsługi, ich rolę pełnią klawisze funkcyjne (lub komendy języka BASIC).
Początkowo sprzedawany osobno, w późniejszym okresie dołączany standardowo. Możliwe podłączenie zewnętrznego magnetofonu przez złącze micro jack. W obu przypadkach szybkość transmisji jest taka sama. Podobnie jak drukarka, umieszczony w wyjmowalnym module.

## Rozbudowa

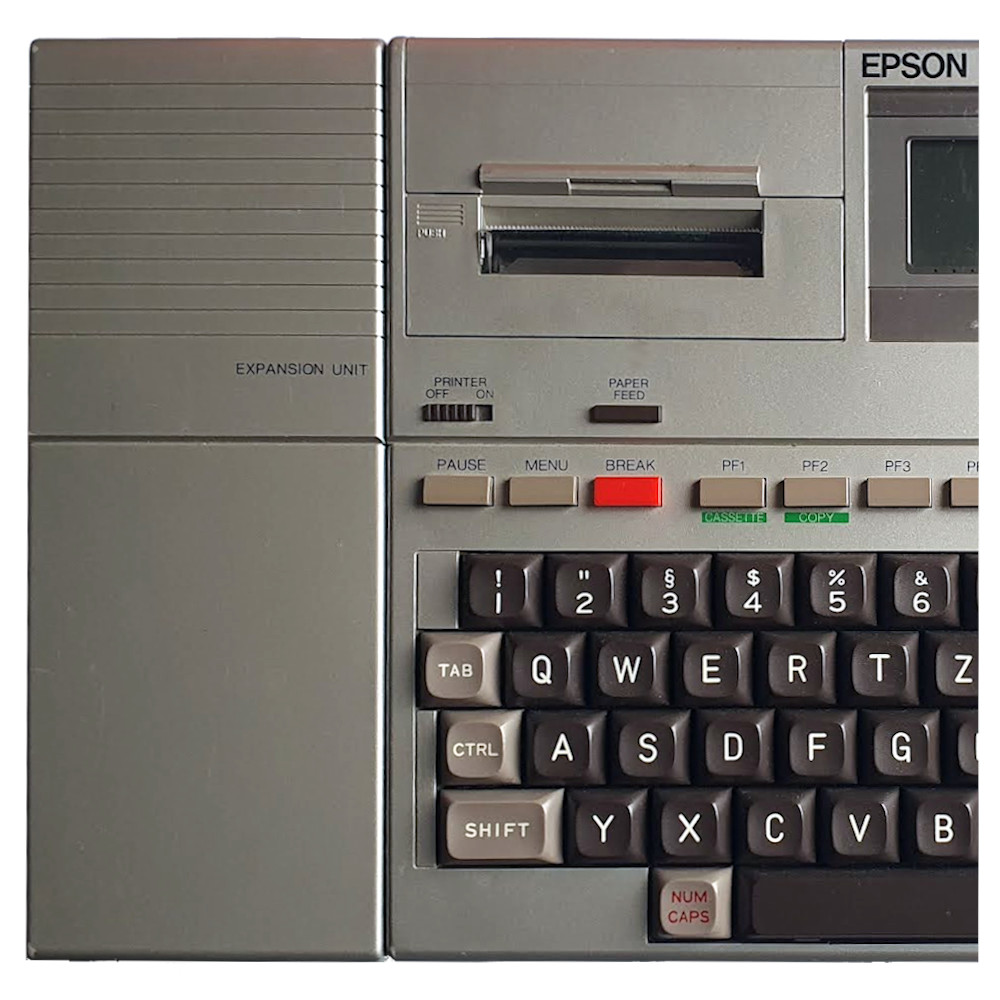
Moduł rozszerzający pamięć RAM o 16 KiB i opcjonalnie o 8 lub 16 KiB ROM.

Do komputera oferowane były dodatkowe urządzenia rozszerzające jego zastosowania:
- Magnetofon 135 USD
- Rozszerzenie pamięci 150 USD
- Pakiety ROM dla aplikacji 100 USD
- modem akustyczny 165 USD
- Adapter TV
- czytnik kodów kreskowych